# Cesare Maestri
Cesare Maestri   (Trento, 2 d'octubre de 1929 - Tione di Trento, 19 de gener de 2021) fou un alpinista i escriptor italià.

## Biografia
Cesare Maestri va estudiar primer teatre i història de l'art a Roma però va tornar a Trento per exercir com a guia de muntanya i monitor d'esquí. Comença a escalar al massís de Brenta i obre a continuació moltes vies, sovint en solitari, en aquest massís i a les Dolomites. Maestri és ràpidament anomenat « l'aranya de les Dolomites » (italià: 'il ragno delle Dolomiti' ). Deixeble de Paul Preuss pel que fa a l'escalada en « solitari » i sense assegurar, és el primer a escalar en solitari una via de sisè grau i el primer a baixar en el mateix grau. Però, després de l'ascensió controvertida del Cerro Torre l'any 1959, la carrera alpina de Cesare Maestri continua sobre les vies artificials obertes amb l'ajuda de nombroses armelles d'expansió.

## Ascensions

### Massís de Brenta i Dolomites
- 1952 - Via Dibona del Croz dell'Altissimo
- 1952 - Via Comici del Salame del Sassolungo
- 1952 - Via Solleder de la Civetta
- 1953 - Via delle Guia sobre el Crozzon di Brenta (Massís de Brenta)
- 1953 - Via Trento (Detassis) de la Cima Brenta Alta (massís de Brenta)
- 1953 - Via Soldà del Marmolada
- 1954 - Travessa de la Cima d'Ambièz (massís de Brenta) a la Bocca del Tuckett en solitari (16 cims en 24 hores)
- 1955 - Via Vinatzer del Sass de Luesa
- 1955 - Via Oppio del Croz dell'Altissimo
- 1956 - Via de la Guia del Crozzon di Brenta en descens
- 1956 - Aresta nord del Cimon della Pala, primera hivernal i en solitari
- 1956 - Via Micheluzzi del Piz Ciavazes

### Cerro Torre
El seu principal competidor i futur rival, Walter Bonatti, fracassa a la seva primera temptativa d'ascensió del Cerro Torre l'any 1958. Maestri afirma haver realitzat la primera ascensió del Cerro Torre, amb Toni Egger, el 31 de gener de 1959. Aquesta data és àmpliament controvertida per la falta de proves i les nombroses incoherències, cap armella no va ser trobada sobre els 1.200 metres d'altitud. Maestri afirma que la via presa estava gelada i amb pendents de 45/50° la qual cosa és impossible: la utilització de piolets necessita gruixos de gel més importants i la paret presenta en realitat graus de 80 a 90. Toni Egger va ser víctima d'una allau de gel al descens i Cesare Maestri està lesionat vuit dies més tard, les fotos del cim van desaparèixer amb el cos de Toni Egger. L'ascensió ha estat tanmateix saludada per Lionel Terray al seu llibre Els Conqueridors de l'inútil com una gesta rellevant.

#### Via del compressor
Al desembre 1970, Cesare Maestri i dos dels seus companys vencen per segona vegada el Cerro Torre, però es van aturar a 30 metres del pic, sense haver escalat el bolet del cim. Per arribar a aquest objectiu, Maestri empra la tècnica del compressor: fa forats i posa estreps durant vuit-cents metres de parets verticals. Es va tractar d'una gesta pel pes del compressor. Maestri no va pujar al bolet del cim però considera ser el primer en pujar al Cerro Torre afirmant, « la muntanya s'atura a les últimes penyes. La gorra va i ve ». En el descens Maestri s'adona que altres alpinistes estan prenent la mateixa via cosa que l'enutja. En un accés d'ira, treu 100 metres d'armelles que havia instal·lat abans que els seus companys de cordada no aconsegueixen calmar-lo

## Activitat literària
Cesare Maestri ha col·laborat i col·labora encara en diverses revistes. És, a més, membre del Gruppo Italiano Scrittori di Montagna (GISM, Grup italià dels escriptors de muntanya) i ha publicat, des de 1956, un cert nombre de llibres de caràcter autobiogràfic:
- Lo Spigolo dell'infinito - Manfrini 1956
- Arrampicare è ell mio mestiere - Garzanti 1964
- A scuola di roccia - Garzanti 1970
- Il Ragno delle Dolomiti - Rizzoli 1973
- 2000 metri della nostra vita - Garzanti 1973 (escrit amb la seva esposa, Fernanda)
- E se la vita continua… - Baldini & Castoldi 1996